# Gens Cèlia
La gens Cèlia (llatí: Cælia o, de vegades, Cœlia o Coilia) va ser una gens romana d'origen plebeu. En els manuscrits generalment trobem Cælius, mentre que les monedes acostumen a dir Cœlius o Coilius. Atès que són noms que s'assemblen, Cælius sovint es confon amb Cæcilius.
Deien ser d'origen etrusc, i descendir del mític Celi Vibenna. Cap membre de la família no va exercir altes funcions de la República fins al segle i aC. L'any 94 aC Gai Celi Caldus va aconseguir el consolat. Els cognomina principals de la família varen ser Caldus i Rufus, el qual significa 'vermell', probablement referit al color dels cabells, i és compartit per altres gentes.